# Max Stirner
Max Stirner, vlastním jménem Johann Caspar Schmidt (25. říjen 1806, Bayreuth – 25. červen 1856, Berlín) byl německý filozof.

## Biografie
Informace o Stirnerově životě jsou skrovné a útržkovité; většina se dochovala díky pracím německy píšícího spisovatele skotského původu Johna Henryho Mackaye, který v roce 1898 publikoval první Stirnerovu biografii, přičemž shraňoval informace z různých zdrojů, ať už se jednalo o svědectví písemné nebo ústně předávané. Nedochovala se jakákoli fotografie a, pokud přehlédneme jednu karikaturu členů Die Freien spolu s kresbou, kterou načrtl Friedrich Engels na požádání Mackaye samotného po 40 letech, ani žádnou jinou věrohodnou podobiznu, což dalo vzniknout omylům a nedorozuměním (často totiž některé z fotografií autorů, kteří měli co do činění s jeho filosofií, jako například ty od Benjamina Tuckera, amerického individualisty, byly mylně považovány za fotografie Maxe Stirnera.) Jeho další podobizny, jako ta od Félixe Vallottona z 1900 či mnohé modernější verze, byly zhotoveny na základě skic Friedricha Engelse. Často je zpodobňován s černými vlasy, ale ve skutečnosti byl blondýn, jak o tom svědčí dobové výpovědi. Mackay totiž sesbíral díky všem, kteří Stirnera osobně znali, patřičný popis jeho vzhledu a charakteru.
„Max Stirner byl muž průměrné postavy, pohublý, málo vyčnívající z davu. Oblékal se jednoduše, ale s velkou péčí (...), nijak okázale (...), byl popisován jako dandy, (...) jistě jím však nebyl. Spíše v sobě měl cosi z učitele druhého stupně (...) a tento dojem byl později umocněn jeho stříbrnými brýlemi. Říká se, že když vyučoval (...), měl vždy nasazeny ‚brýle z jemné oceli s malými sklíčky‘, které, když si je sundával, po sobě zanechávaly stopu na nose. (...) Nikdy nevypadal zanedbaně (...), měl krátké blonďaté kotlety a knírek, avšak bradu měl vždy dobře oholenou. Jeho hladké a nazrzavělé, subtilně nakadeřené a nakrátko střižené vlasy, ponechávaly jeho masivní, kulaté a vcelku překvapivě vysoké čelo dobře viditelným. Poza brýlemi, jeho leskle modré oči pohlížely na okolní osoby a věci s klidem a delikátností, ani s nádechem snílka, ani příliš upřeně. Na tváři mu rýsovaly jeho jemné rty přátelský úsměv, jenž se s postupem času vyostřil tak, že mimoděk prozrazoval jeho vnitřní ironii. (...) Jeho nos byl přiměřeně velký, hrubý, (...), jeho brada zřetelná. Stirnerovy ruce byly neobyčejně krásné: běloučké, dobře opečovávané, jemné, takřka ‚aristokratické ruce‘. Zkrátka působil mile. Zdál se sebejistým a klidným a jeho pohyby nebyly nikdy zbrklé či ukvapené.“
Friedrich Engels taktéž zanechal jistý popis v básnické podobě:

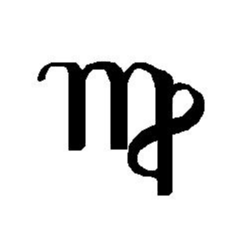
Stirnerův monogram, často používatý jako autograf, složený z písmen S a M, stejně jako z částí znaku znamení Škorpiona.

„Hleďte na Stirnera, hleďte, na klidného nepřítele všeho nátlaku,
Prozatím piva ještě pije, jež brzy v krev promění se,
Tak lehce, co sklenku vody.
A poté, co druzí vypustí zběsilý svůj skřek: pryč s králi!
Stirner taktéž zakřičí: Pryč s králi!“
Dále též dodává: „Dobře jsem znal Stirnera, tykali jsme si, byl to dobrácký člověk, zdaleka ne tak hrozivý, jako se představil v Einzige. Měl v sobě cosi pedantského, co se v něm s postupem let kantorské praxe zakořenilo.“
Byl rezervovaného charakteru, vedl vcelku samotářský život (kromě těch let, kdy byl členem hegeliánské levice), ale přesto nebyl uchráněn před osobními tragédiemi a jinými strastiplnými událostem.

### Mládí, studia a rodina
Johann Kaspar Schmidt se narodil v Bayreuthu, v severním Bavorsku, dne 25. října 1806 jako syn luterána Alberta Christiana Heinricha Schmidta, který se živil vyřezáváním fléten a jiných hudebních nástrojů.

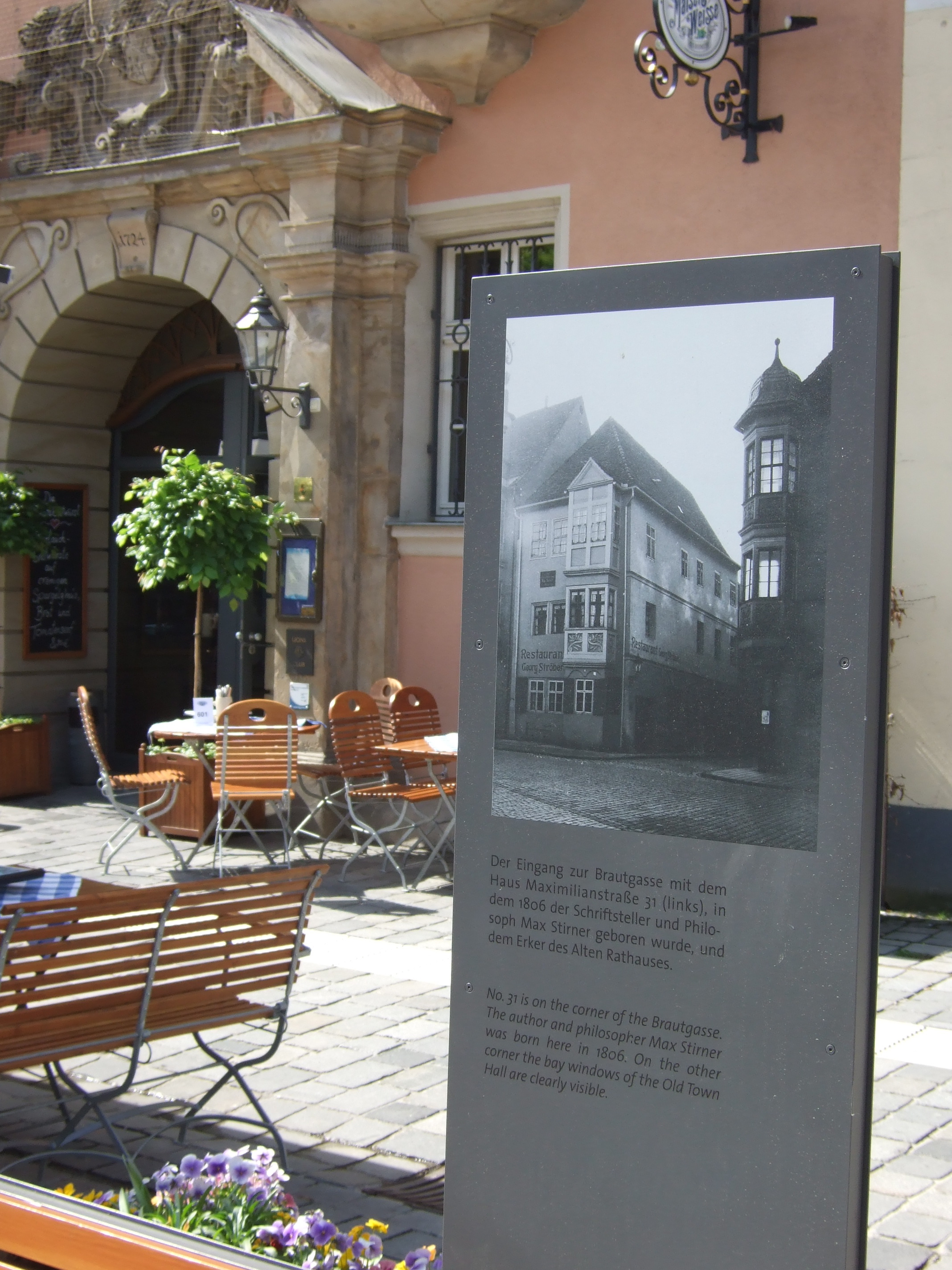
Rodný dům Maxe Stirnera

Ani ne rok po jeho narození otec zemřel na tuberkulózu. Po dvou letech se jeho matka opět provdala s pomocníkem lékárníka, Heinrichem Ballerstedtem. Matka s otčímem se přestěhovali do Chełmna v tehdejším Prusku, zatímco Max zůstal se svou tetou, ačkoli se k nim později přidal.
V roce 1818, se ve 12 letech vrátil do Bayreuthu a byl přijat otčímovou rodinou. V roce 1819 se začal zabývat klasickými studii na místním gymnáziu. V roce 1826 se zapsal na Berlínskou univerzitu, během let 1828 a 1829 zavítal na univerzitu v Erlangenu a později i na tu v Königsbergu. Celkem trvalo studium 5 semestrů. Následně podnikl „dlouhou cestu po Německu“. Navzdory všemu se mu podařilo účastnit se i lekcí Friedricha Schleiermachera a Hegela. Co se týče lekcí, udělených Hegelem, účastnil se především těch ohledně filozofie náboženství, historie filozofie a filozofie "subjektivního ducha". V roce 1833 se přestěhoval do Berlína, kde studoval dva semestry, které byly později vystřídány dalšími přerušeními studia, patrně kvůli duševním problémům, sužujícím jeho matku, s níž později odjel do hlavního města.
V dubnu 1835 byl Stirner kandidátem na post vyučujícího pěti oborů (filozofie, historie, antických jazyků, němčiny a náboženství), ale toto místo nepřijal a spokojil se s udělováním lekcí latiny zdarma po dobu 18 měsíců. V roce 1837 se oženil s 22letou dcerou své domácí, Agnes Klary Kunigunde Burtz, která zemřela z důvodu poporodních komplikací rok poté, když předčasně porodila jeho syna, o němž se neví vůbec nic. Podle úředních záznamů, jež kvalifikují ovdovělého Stirnera jako bezdětného, lze posoudit, že jeho syn nežil dlouho.
Jeho otčím zemřel roku 1835 a v roce 1837 byla jeho matka hospitalizována v berlínském blázinci, kde také zemřela, podle Mackaye, v roce 1859, podle jiných zdrojů však ještě před svým synem.

### Die Freien: Mladoheglovská levice
Roku 1839 obdržel post vyučujícího historie a literatury v Lehr- und Erziehungsanstalt, na škole pro dívky z vyšších tříd v Berlíně. Ve stejném roce začal navštěvovat skupinu mladých hegeliánů, kteří se nazývali Die Freien („Svobodní“), mezi nimiž figurovala právě ta jména, z nichž později sestávala značná čast německé filosofie 19. století: Bruno Bauer, Arnold Ruge, Ludwig Feuerbach, Friedrich Engels a později i Karl Marx. Stirner a Engels byli velcí přátelé, ale není jisté, zda někdy navštívil i Marxe. Svobodní se obvykle scházeli u Hippel's, v pivnici na Friedrichstrasse.
V této skupině se poznal také s Marií Wilhelminou Dähnhard (1818–1902), která se později, roku 1843, stala jeho druhou ženou Ernst Dronke ve svém díle Berlin, v němž popisuje berlínskou atmosféru poloviny čtyřicátých let 19. století v Berlíně, vzpomíná skandální scénu Stirnerovy svatby, jíž se účastnili jeho zanedbaní přátelé, kteří hráli karty, a při níž si dokonce novomanželé zapomněli svatební prstýnky, což se snažil Bruno Bauer zachránit tím, že zbavil svou peněženku dvou mosazných prstenů.
Jejich první manželské neshody nastaly roku 1842, když Stirner publikoval dva články o Marxem založených novinách Rheinische Zeitung „Falešný princip našeho vzdělávání aneb o humanismu a realismu“ a „Umění a náboženství“. První článek se zabývá pedagogickými aspekty rozporuplnosti vzdělávání dětí dle externích norem a vyšší kultivací jejich predispozicí s tím účelem, aby se z nich staly „suverénní osoby“. Druhý článek je recenze díla Bruna Bauera „Roh posledního soudu proti ateistickému Hegelovi“. Rovněž přispíval do novin Leipziger Allgemeine Zeitung.

## Dílo
- STIRNER, Max. Jediný a jeho vlastnictví. Praha: Academia, 2009. 367 s. ISBN 978-80-200-1790-1.